# アングラーズリパブリック
アングラーズ リパブリックは、神奈川県平塚市にある日本の釣具メーカー。釣り竿、疑似餌などを手掛ける釣り具メーカーである。

## 沿革
- 1985年 - 平塚の釣具店であるアングラーズクラブ・ライズのオリジナルロッドTOURNAMENT Class XG-70N ニーリング リール スティックが発売。[1]
- 1986年 - 当時ライズの店員だった島津靖雄がアメリカから帰国。ライズオリジナルロッドのデザインに関わるようになる。TOURNAMENT Class XG-63P ピッチングスティックが発売。TEAM RISE結成しライズでTEAM RISEのグッズを発売するようになる。また、XGシリーズもTEAM RISEロッドに名称変更。
- 1988年 - 2代目TEAM RISEロッドを発売。年内にロッド部門を独立させ、アングラーズ リパブリックを立ち上げる。2代目TEAM RISEロッドをPalms Bassロッドに名称変更し、ゲーリーヤマモトカスタムベイツから発売される。[2]
- 1991年 - 発売元がルートフィッシング(東日本)と谷山商事(西日本)に変更。[3]
- 1994年 - 自社で販売開始。
- 1995年 - 本社を高座郡寒川町から平塚市山下に移転。
- 1996年 - エッジを発売。エッジを皮切りに、シリーズごとに統一したテーパーデザインを採用するようになった。この変更を踏まえ翌年に他の全てのモデルがモデルチェンジする。[4]
- 1998年 - ブランクカラーに重きを置いて開発されたバスロッドであるフレイムが発売。この流れを汲み2000年にベイマチックとクワトロが発売される。
- 1999年 - 本社を平塚市山下から平塚市馬入本町に移転。
- 2004年 - 島津靖雄がテーパーアンドシェイプを立ち上げ、当面は、アングラーズリパブリックで取り扱いを行った。
- 2006年 - ルアーメーカーのDUOの代表取締役である松下 久洋が2代目代表取締役に就任する。一方、ライズはロッドビルダーの君島とコラボレートしたオリジナルロッドの発売を開始する。[5]また、テーパーアンドシェイプのロッドの取り扱いが終了し、有限会社クレバーに代理店が移行。
- 2007年 - 本社を馬入本町から平塚市山下に移転。
- 2008年 - パームス エルアブランドを発足。[6]
- 2018年 - 社名を株式会社パームスに変更。

## 概要
平塚の釣り具店であるアングラーズクラブ・ライズが母体となって誕生したメーカーで、当初はライズ店長の原田佐敏が代表取締役に、そしてライズの店員であった島津靖雄がロッド部門であるパームスブランドのチーフデザイナーに、メゾンの飯田重祐をルアー部門であるアンレースのチーフデザイナーに迎えいれた。
当初はライズオリジナルとして展開していたが、1988年にアングラーズリパブリックを立ち上げる。当初はTEAM RISEの河辺裕和が代表を務めるゲーリーヤマモトカスタムベイツから発売されていたが、その後、ルートフィッシング(東日本)と谷山商事(西日本)に発売元を変更し、1994年に自社で販売を行うようになった。
ロッドに関しては、原田佐敏が代表取締役を務める2006年まではダイコー製などの国産ブランクに拘っていたが、松下久洋に変わってからは中国製のロッドも増えてきている。
また、ジギングロッドの02グランドスパイからは沼田純一が、ジェイドミラーや04ギャラリーのX4モデルやVグラスモデルからは飯田重祐もロッドデザイナーに加わった。一方、島津靖雄はテーパーアンドシェイプ立ち上げ後もしばらくの間はアングラーズリパブリックのチーフロッドデザイナーとしてロッドデザンに参加していた。
2018年10月1日、社名をパームスに変更した。

## ブランド
- PALMS
ハイエンドロッドブランド
- PALMS ELUA
エントリー向けロッドのブランド
- ANRE'S
飯田重祐がチーフデザイナーを務めるルアーブランド。現在はトラウト用ルアー専門ブランドとなっている。
- ZetZ
ソルトウォータールアーブランド
- Stream View
ウッド、貝、革等の自然素材を使ったトラウト用グッズを展開するブランド。

### かつて存在していたブランド
- Lei Palms
女性用フィッシングギアを扱うブランド
- BOB ART'S
野呂善久がデザイナーを務めるルアーブランド。2006年から有限会社クレバーが販売代理店となる。
- Old Beech
フライフィッシングブランド

## 主な製品

### PALMS
- バスロッド
  - 88 PALMS BASS ROD(PG/PS/PSP)
  - 93 PALMS BASS ROD(PST/PSP)
  - 96 EDGE(EGC/EGS/EVC/EVS)
  - EDGE PRIDE
    - EDGE PRIDE grant

  - 08 EDGE(EDGC/EDGS)
このモデルから中国製に移行
  - 98 Flame(FGC/FGS/FVC/FVS)
  - 02 Flame(FPGC/FPGS/FDGC/FDGS/FBVC/FBVS)
  - Sol Hands

- トラウトロッド
  - 93PALMS TROUT ROD(SMP/RMP/LMP)
  - 97 Sylpher(SGS/SVS)
  - 02 Sylpher(SSGS/SVVS/SBGS)
  - Jade Mirror
  - 09 Sylpher(SYGS/SYGSi)
このモデルから中国製に移行
  - 11 Sylpher(SYKS/SYKSi)
  - 18 Sylpher(SYSSi/SYCVi)

- エリアトラウトロッド
  - 04 Gallery(GASS/GAVS)
  - 13 Gallery(GTSS/GTGS)
このモデルから中国製に移行

- シーバスロッド
  - 88 Surf Star(SS)
  - 93 Surf Star(SSP)
  - 97 Surf Star(SGP)
  - Surf Star Arrows
    - Surf Star Arrows RERA KAMUY

  - 06 Surf Star(SSS)
  - 17 Surf Star(SSFS)

- ボートシーバス
  - 00 Baymatic(BVC/BVS)

- 根魚・餌木
  - 03 Expression(EXSS/EXGS/EXGC)
    - 06 Expression Z Limited(EXGS/EXGC)
03モデルのワンピースバージョン

  - 07 Expression(EXRS/EXRC)

- 太刀魚ジギング
  - BAY SALVOR

- オフショアキャスティング
  - 89 Coral Star(CS)
  - 2代目Coral Star(CSP)
  - 97 Coral Star(CGP)
  - 05 Coral Star(CDOS/CTNS)
  - 10 Coral Star(CDTS)

- オフショアジギング
  - 97 Coral Star(CGJ)
  - 02 grandspy(GGBC/GGSP)
  - 08 grandspy(GPBC/GPSP)
  - 14 grandspy(GPGC/GPGS)

- パックロッド
  - 00 quattro(QGS/QVS)
  - 04 quattro(QSGS/QBGC/QBGS/QTGS)

### Old Beech
- PROPELLER
- Quiet Loop
- Sprint Loop
- Distant Line
- Loop Junky